# Kouadio Koné
Kouadio Emmanuel „Manu” Boris Koné (ur. 17 maja 2001 w Colombes) – francuski piłkarz iworyjskiego pochodzenia, występujący na pozycji pomocnika we włoskim klubie AS Roma, do którego jest wypożyczony z niemieckiej Borussii Mönchengladbach. 
Wychowanek Paris FC, w trakcie swojej kariery grał także w Toulouse. Młodzieżowy reprezentant Francji.